# San Juan Ixtayopan
San Juan Ixtayopan es uno de los siete pueblos originarios de la alcaldía Tláhuac en la Ciudad de México (México). Se encuentra en la ladera nororiental del Teuhtli, en una ubicación que corresponde a la ribera del antiguo lago de Chalco. Fue el emplazamiento de una antigua aldea agrícola alrededor del año 1200 a. C., y posteriormente fue un asentamiento xochimilca. Hoy, es una rica zona olivarera, se dice que los primeros árboles se plantaron en 1531. Actualmente se encuentra conurbado a la mancha urbana de la Ciudad de México.

## Toponimia
Ixtayopan  es un topónimo de origen náhuatl. Deriva de los vocablos íztac («blanco»), -yo (sufijo abundancial) y -pan (sufijo equivalente a "sobre"). Se puede traducir como Lugar donde abunda la blancura. También se ha traducido como Tierra blanca y como Lugar sobre la sal igualmente las paroquias.

## Datos curiosos
San Juan Ixtayopan es famoso por haber sido escenario de numerosas batallas y escaramuzas entre las tropas federales y el ejército zapatista. Se dice que toda la región estuvo en un estado de ansiedad casi constante durante toda la guerra. Los combates duraron prácticamente hasta el final del conflicto, en 1920.
San Juan Ixtayopan también es famoso en Tláhuac por los tapetes de aserrín de colores que se colocan en las calles en Semana Santa. Los habitantes se reúnen al amanecer de la Semana Santa para recorrer las calles fantásticamente adornadas con aserrín.

## Lugares para visitar

### La Iglesia de San Juan Bautista
La iglesia de San Juan Bautista se empezó a construir en el siglo XVII y se terminó en dos fases. La bóveda y el campanario son de la primera época, el resto del edificio y el reloj se añadieron en el siglo XVIII. En su interior destaca el retablo dorado tallado en madera. Está considerado como uno de los más admirados de Milpa Alta.
Sin embargo, como iglesia principal del pueblo, ésta ha sido durante mucho tiempo la segunda en importancia tras la capilla de la Virgen de la Soledad. La capilla se encuentra justo al sur en el Río Ameca. A menudo venerada en el estado de Puebla, se dice que alrededor del año 1770, una peregrinación del pueblo de San Miguel Topilejo (en el actual Tlalpan) se detuvo en San Juan Ixtayopan. Se dice que trajeron un viejo lienzo con la imagen de la Virgen de la Soledad. Emanaba un agradable aroma, y de hecho fue restaurado. La imagen permaneció en San Juan Ixtayopan y se invitó a los peregrinos de Puebla a seguir visitándola cada año el 3 de enero.
Otros lugares importantes de la zona:
- La Plaza Abelardo R. Rodríguez
- La Coordinación por estar en una casa antigua
- La Plaza de la Soledad
- El Frontón Ixtayopan
- El Complejo Deportivo Ventura Medina
- La Comisaría Ejidal
- La Capilla de la Soledad
- La Biblioteca
- El Museo de la Comunidad
- El Parque Los Olivos
- La Plaza de La Igualdad
- El Ejido
- Alberca de la Plaza de la Igualdad